# Нијепор N.11
Нијепор N.11 (фр. Nieuport N.11 Bébé) је француски ловачки авион. Авион је први пут полетео 1915. године.

Највећа брзина авиона при хоризонталном лету је износила 156 km/h.
Распон крила авиона је био 7,52 метара, а дужина трупа 5,64 метара. Празан авион је имао масу од 320 килограма. Нормална полетна маса износила је око 480 килограма.

## Пројектовање и развој
Авион Нијепор 11 је развијен из свог претходника Нијепора N.10 смањивањем димензија авиона уз исту снагу мотора. Тиме је добијен авион бољих перформанси тако да је у погледу брзине и маневарских карактеристика могао да парира немачким Фокерима. Авион је пројектовао Густава Делаге.

## Технички опис
Нијепор 11 је двокрилни једноседи авион потпуно дрвене конструкције. Труп му је правоугаоног попречног пресека, предњи део пресвучен лимом, средњи део дрвеном лепенком а репни део трупа пресвучен платном. Био је опремљен ротативним мотором Le Rhone 9C снаге 59 kW. Носач мотора је био од заварених челичних цеви.

### Варијанте
- Нијепор 10 - двоседишни двокрилац ловац на бази кога је пројектован мањи Нијепор 11.
- Нијепор 11 С1 - Званични назив ловачког авиона са ротационим мотором le Rhone снаге 60 kW (80 KS)
- Нијепор 11 "Бебе" - Незванични назив серијски произведеног ловца, заснованог на већем Ние.10 моделу.
- Нијепор 12 - Ловачки авион са ротационим мотором le Rhone снаге 80 kW (110 KS)
- Нијепор 16 - побољшана верзија N.11, опремљен мотором Ле Роне 9Ј ротативним клипним мотором од 110 коњских снага, појављују се 1916.
- Нијепор 17 С1 - Побољшана верзија N.11-стице, означена као модел Н.17 са већим мотором и бољим перформансама.
- Нијепор 1100 - Италијанска лиценцна продукција фабрике Маки; произведено 646 примерака.

## Наоружање
| Наоружање авиона: Нијепор      |                           |
| Ватрено (стрељачко) наоружање  |                           |
| Топ                            |                           |
| Митраљез                       |                           |
| Број и ознака митраљеза        | 1 Луис поврх горњег крила |
| Калибар                        | 7,7                       |
| Бомбардерско наоружање (бомбе) |                           |
| Ракетно наоружање (ракете)     |                           |

## Корисници
| - Белгија - Француска - Чехословачка - Италија - Холандија - Румунија | - Русија - Србија - Украјина - Тајланд - Велика Британија - Југославија |

## Оперативно коришћење
Овај авион је пре свега коришћен на западном фронту у саставу ратног ваздухопловства Француске и јединицама РАФ-а стационираних у Француској. Поред тога један мањи број ових авиона су користиле јединице британске морнаричке авиације на Дарданелима. Нијепор N.11 је израђиван по лиценци у Италији а коришћени су у Италији и Албанији. Ове авионе је још користила Белгија, Холандија и Русија а користили су га и српски пилоти на Солунском фронту 1916. године. Овим авионом су се савезници успешно супротставили једнокрилним Фокерима. Нијепора N.11 је заменио успешнији и јачи авион Нијепор N.17 чије је увођење у наоружање почело већ лета 1916. године.

### Коришћење авиона Нијепор N.11 у Србији
Од авиона Нијепор прве генерације у Српској Авијатици је у току 1916. године на Солунском фронту коришћено Нијепор 10-А2, (бар 4 комада), Нијепор 11-Ц1 (бар 4 комада) и Нијепор 12-А2 (бар 2 комада). Ови авиони су коришћени све до лета 1917. године кад су на Солунски фронт пристигли модернији Нијепори друге генерације. Један примерак Нијепора 11 се чува у Музеју Југословенског ваздухопловства у Београду.